# Phil Monckton
John Philip "Phil" Monckton (ur. 8 kwietnia 1952 w Winnipeg) – kanadyjski wioślarz, brązowy medalista olimpijski.

## Kariera
Wystartował na igrzyskach olimpijskich w Montrealu w 1976, zajmując piąte miejsce w czwórkach bez sternika. Nie wystartował na igrzyskach olimpijskich w Moskwie cztery lata później z uwagi na bojkot zawodów przez Kanadę. Brał też udział w igrzyskach olimpijskich w Los Angeles w 1984, gdzie osada Kanady w składzie: Doug Hamilton, Mike Hughes, Phil Monckton i Bruce Ford zdobyła brązowy medal w czwórkach podwójnych. W finale A uplasowali się o 1,52 sekundy za osadą RFN i o 1,09 sekundy za osadą Australii. 
Był też czwarty w tej konkurencji na mistrzostwach świata w Duisburgu (1983), gdzie walkę o podium Kanadyjczycy przegrali z Włochami o 1,54 sekundy. .
Ponadto zdobył złoto w czwórkach ze sternikiem na igrzyskach panamerykańskich w Meksyku (1975) oraz srebro w jedynkach na igrzyskach panamerykańskich w San Juan (1979). 
Kształcił się na Uniwersytecie Zachodniego Ontario. Po zakończeniu kariery był działaczem sportowym.